# Чоко
Чоко̀ (на испански: Chocó) е един от тридесет и двата департамента на южноамериканската държава Колумбия. Намира се в западната част на страната и е единственият колумбийски департамент, който има брегова линия както на Карибско море, така и на Тихия океан. Департаментът е с население от 441 395 жители (2005 г.) и обща площ от 46 530 км². Главен град на департамента е Кибдо.

## География
Основната част от департамента е разположена в географската област Тумбес-Чоко-Магдалена, обхващаща тихоокеанското крайбрежие от Панама до Еквадор. Планинските вериги Баудо и Западна Кордилера са прорязани от долини с надморска височина под 1000 m, които заемат по-голямата част от територията на Чоко. Департаментът е до голяма степен покрит с гъсти екваториални гори.
В Чоко се намира град Лоро, в който са регистрирани най-високите средногодишни валежи в света – 13 300 mm. Департаментът се отводнява от три големи реки – Атрато, която се влива в Карибско море, и Сан Хуан и Баудо, вливащи се в Тихия океан.

## Население
Населението на Чоко е около 490 хиляди души (2013), половината от които живеят в долината около административния център Кибдо. 82% от населението са негри, потомци на роби от Африка, преселени в Америка през колониалната епоха. 13% от жителите са индианци, като най-голяма е етническата група ембера, които живеят главно край реките и се прехранват с лов и риболов. Останалите 5% от населението са бели и метиси.
В департамент Чоко има 31 общини. Административният център Кибдо е най-големият град в департамента с население почти 100 хиляди души. Други по-важни градове са Истмина, Кондото, Новита и Кармен де Атрато във вътрешността, Аканди на карибския бряг и Солано на тихоокеанския. Капургана на Карибско море и Хурадо, Нуки и Баия Солано на западния бряг са морски курорти.

## Икономика
В Чоко се произвежда основната част от дървения материал в Колумбия, като известна част отива и за износ.